# Emmanuel Beau de Loménie
Pour les articles homonymes, voir Beau (homonymie) et Beau de Loménie.
Emmanuel Beau de Loménie, né le 4 février 1896 à Paris et mort le 8 février 1974 dans la même ville, est un écrivain, essayiste, polémiste et journaliste français d'extrême droite.
Il demeure principalement connu pour son ouvrage Les Responsabilités des dynasties bourgeoises, où il prétend démontrer la perpétuation et l'influence ininterrompues de certaines familles depuis la Révolution française, conception qualifiée de mythe complotiste par plusieurs historiens. 

## Biographie
Né le 4 février 1896 à Paris, Emmanuel Beau de Loménie est le deuxième des quatre fils d'Henri Beau (1855), polytechnicien, et de Louise de Loménie, petit-fils de l'académicien Louis Léonard de Loménie (1815-1878), professeur au Collège de France,.
Engagé volontaire en 1915, blessé deux fois, il devient secrétaire général des étudiants d'Action française en 1918 mais s'éloigne assez vite de Charles Maurras. Il publie sa thèse de doctorat, sur la carrière politique de Chateaubriand, en 1929. Maréchaliste respectueux mais hétérodoxe, la période de la Libération est pour lui délicate mais il réintègre l’Éducation nationale et enseigne au lycée Chaptal et au lycée Turgot de Paris.
En 1962, il est candidat aux élections législatives dans la douzième circonscription du Nord. Il obtient 0,74 %.
Âgé de 78 ans, il est hospitalisé d'urgence le 3 février 1974 à la suite d'une hémorragie interne. Il décède le 8 février, au lendemain d'une intervention chirurgicale.

## Œuvres
Il est l'auteur de nombreux ouvrages politiques, historiques et littéraires, dont un qui figure sur la Liste Otto publiée en 28 septembre 1940, qui recense les livres interdits par les Nazis pendant l'occupation allemande de la France[réf. nécessaire] :— son « obsessionnelle certitude » —
- Naissance de la nation roumaine, Presses universitaires (Alcan-Leroux-Rieder} .

Durant les années 1950, il collabore à plusieurs périodiques, dont La Parisienne, Carrefour, Écrits de Paris ainsi qu'à La Nation française de Pierre Boutang et Michel Vivier. Il s'est intéressé en particulier à Chateaubriand, à la Restauration et à l'histoire de la monarchie française.
En 1968, il publie un éloge d'Édouard Drumont dans le cadre d'une réédition des textes du fondateur de La Libre Parole, sous l'égide de l'éditeur Jean-Jacques Pauvert et du philosophe Jean-François Revel. Beau de Loménie tente d'y édifier un « anticapitalisme national » en mettant l'accent sur la teneur anticapitaliste des pamphlets de Drumont tout en minimisant leur antisémitisme,,,.

## Les Responsabilités des dynasties bourgeoises
Rédigée de 1943 à 1965, son œuvre principale s'intitule Les Responsabilités des dynasties bourgeoises, publiée en cinq tomes aux éditions Denoël de 1943 à 1973.
Beau de Loménie y développe sa théorie — son « obsessionnelle certitude » — relative à un faible nombre de « dynasties bourgeoises » qui, se perpétuant de génération en génération depuis la Révolution française, exerceraient une influence prépondérante et ininterrompue au sein de la société française.

### Critiques
Beau de Loménie vise à exposer une prétendue influence démesurée d'un petit nombre de « dynasties bourgeoises » immuables. Plusieurs historiens (Jean-Noël Jeanneney, Jean-Pierre Rioux, Sylvain Schirmann, Philippe Hamman...) soulignent que son système se rattache à une théorie du complot dont la popularité transcende les frontières politiques malgré les vues d'extrême droite de l'auteur,.
Ainsi, dans son étude sur le grand commerce français entre 1925 et 1948, l'historienne Laurence Badel précise qu'il se pose « dans le champ d'étude des milieux d'affaires, le délicat problème de la place des groupes de pression dans la société française. En dépit des réflexions conduites dans ce domaine, une suspicion entache toujours l'existence et l'action de ces groupes et a contaminé la vision historique que l'on peut avoir de certaines questions. S'intéresser aux groupes, c'est s'exposer à être accusé de véhiculer une vision du monde reposant sur le complot et les groupes occultes à la manière d'un Beau de Loménie. Sans éluder l'importance des stratégies matrimoniales, des connivences mondaines et des solidarités d'institutions, il est possible de dresser une histoire « noble » des milieux d'affaires et de leur organisation à des moments déterminés pour promouvoir le succès d'une cause. »
Rendant compte de l'ouvrage La mort de la troisième République (Éditions du Conquistador, 1951), le politologue François Goguel souligne « la fantaisie des méthodes de travail » de Beau de Loménie eu égard à ses nombreux « exemples d'affirmations aussi purement gratuites ou notoirement inexactes », qu'il s'agisse de confusions commises entre différentes personnes ou de soi-disant révélations sans mention de source. Goguel conclut que « le propos » de Beau de Loménie « n'est pas l'exactitude du détail, c'est l'exposé d'une thèse. Il est trop profondément convaincu pour admettre que les faiblesses de sa documentation de base puissent infirmer ses conclusions. En réalité, quoi qu'il en pense, M. de Loménie n'est pas le moins du monde historien, mais bien pamphlétaire et mémorialiste ».

## Autres œuvres
- La Carrière politique de Chateaubriand, de 1814 à 1830, Paris, Plon, 1929, présentation en ligne.
- Les Demeures de Chateaubriand (1930)
- Qu’appelez-vous droite et gauche ? (1931)
- La Restauration manquée, l'affaire du drapeau blanc, Paris, Édition des portiques, 1932, présentation en ligne.
- D'une génération à l'autre (1933)
- L'Inauguration (1934)
- Naissance de la nation roumaine (1937)
- Pour une Révolution Économique Française dans la Paix Sociale (avec Jean Hardy) (1937)
- Les Dynasties bourgeoises et la fête impériale suivi de quelques essais et mises au point par Jean de St-Chamant, Paul Mariel, Jean Banes, I. Maulvault, M. Raval, François Le Grix, Paris, Sequana, 1942
- Lendemains de Libération (clandestin) (1944)
- Le Débat de ratification du Traité de Versailles, à la Chambre des députés et dans la presse en 1919 (1945)
- L'Esprit de 1848 (avec divers collaborateurs) (1948)
- Occident (avec divers collaborateurs) (1950)
- La Mort de la Troisième République, Paris, Éditions du conquistador, 1951, présentation en ligne, présentation en ligne.
- Lettres de Chateaubriand à Madame Récamier (avec Maurice Levaillant), Flammarion, 1951.
- Lettres de Madame de Staël à Madame Récamier, Domat, 1952.
- Maurras et son système (1953)
- Chroniques de la Quatrième (1956)
- L'Église et l'État : un problème permanent (1957), présentation en ligne.
- L’Algérie trahie par l'argent (1957)
- Les Glorieux de la décadence (1964)
- Édouard Drumont ou l'anticapitalisme national (1968)
- Les Pollueurs de l'Histoire (1980)